# João Gonçalves Zarco
João Gonçalves Zarco (1390 circa – Funchal, 21 novembre 1471) è stato un esploratore portoghese che fondò insediamenti ed esplorò l'arcipelago di Madera, e fu nominato primo capitano di Funchal da Enrico il Navigatore.
Fu lo zio di Álvaro Fernandes, altro esploratore portoghese.

## Biografia
Zarco nacque in Portogallo e divenne cavaliere al servizio del casato del principe Enrico il Navigatore. Già in giovane età Zarco comandò le caravelle che pattugliavano la costa di Algarve contro gli incursori Mori, partecipò alla conquista di Ceuta e guidò le caravelle che visitarono l'isola di Porto Santo nel 1418 e 1419 per poi raggiungere l'isola di Madera nel 1419-1420. Fondò la città di Câmara de Lobos. 
Ottenne, come capitano ereditario (Capitania), metà dell'isola di Madera (la capitania di Funchal, diventandone il primo capitano). Con i colleghi comandanti della flotta Tristão Vaz Teixeira e Bartolomeo Perestrello iniziò la colonizzazione delle isole nel 1425. In qualità di cavaliere di Enrico il Navigatore partecipò all'assedio di Tangeri nel 1437, terminato con un fallimento. Morì a Funchal. Il romanzo di Arkan Simaan, L'Écuyer d'Henri le Navigateur (Harmattan, Parigi, 2007), racconta la vita di Zarco.

## Antenati e discendenza
I suoi genitori erano Gonçalo Esteves Zarco e la moglie Brites de Santarém (figlia di João Afonso de Santarém, figlio di Afonso Guilherme de Santarém, figlio di Guilherme de Santarém, figlio di u altro Afonso Guilherme de Santarém, e di Filipa Lopes de Couros, antenata di Luís de Sousa). Il padre era figlio di Estêvão Pires Zarco, figlio di Pedro Esteves Zarco, figlio di Estêvão Gonçalves Zarco, figlio di Gonçalo ... Zarco.
Sposò Constança Rodrigues, figlia di Rodrigo Lopes de Sequeiros (?), ed ebbe:
- João Gonçalves da Câmara (m. Funchal, Madeira, 26 marzo 1501), sposato con Dona Mécia de Noronha, figlia di Dom João Henriques de Noronha (figlio illegittimo di Alfonso, conte di Gijón e Noroña) e della moglie Beatriz, Lady de Mirabel e sorella di Dom Garcia Henriques
- Rui Gonçalves da Câmara, 3º capitano di São Miguel, sposato con Maria de Bettencourt, figlia naturale di Maciot de Bettencourt by Teguise, senza prole, ebbe un figlio illegittimo da Maria Rodrigues e tre da un'altra donna
- Garcia Rodrigues da Câmara, sposato con Violante de Freitas, con prole
- Beatriz Gonçalves da Câmara, sposata con Diogo Cabral, con prole
- Isabel Gonçalves da Câmara, sposata con Diogo Afonso de Aguiar, o Velho (il Vecchio), con prole
- Helena Gonçalves da Câmara, sposata con Martim Mendes de Vasconcelos, con prole
- Catarina Gonçalves da Câmara, sposata con Garcia Homem de Sousa

## Possibile discendenza ebraica
Sono aperte discussioni sul fatto che João Gonçalves Zarco possa essere stato discendente di un ebreo convertitosi. La famiglia Zarco era un'importante famiglia di Santarém e Lisbona. Mossé Zarco era il sarto di re Giovanni II. C'era anche un dottore portoghese di nome Joseph Zarco, che alcuni studiosi dicono essere Joseph Ibn Sharga, il grande cabalista, ed un poeta del XVI secolo di nome Yehuda Zarco. Tra gli studiosi che affermano una discendenza ebraica per João Gonçalves Zarco vi sono Augusto Mascarenhas Barreto e Manuel Luciano da Silva, che suggerisce anche che Cristoforo Colombo possa essere stato un discendente di ebrei portoghesi e che il suo vero nome sarebbe stato Salvador Fernandes Zarco. Anche Isabel Violante Pereira assegna origini ebraiche a João Gonçalves Zarco.